# Helictotrichon hackelii
Helictotrichon hackelii är en gräsart som först beskrevs av Julio Augusto Henriques, och fick sitt nu gällande namn av Johannes Jan Theodoor Henrard. Helictotrichon hackelii ingår i släktet Helictotrichon och familjen gräs. IUCN kategoriserar arten globalt som sårbar. Inga underarter finns listade i Catalogue of Life.